# Emil Wiechert

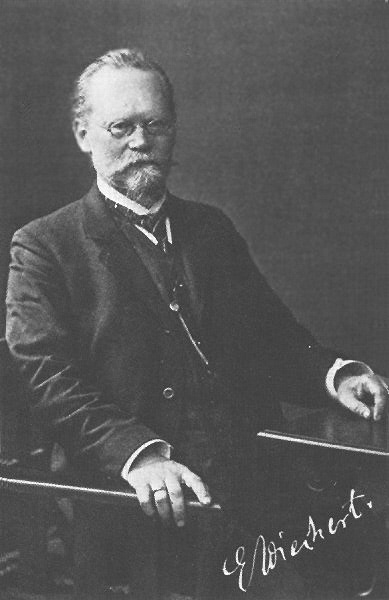
Emil Wiechert

Emil Wiechert (* 26. Dezember 1861 in Tilsit, Ostpreußen; † 19. März 1928 in Göttingen; auch: Johann Emil Wiechert) war ein deutscher Physiker und Seismologe.

## Leben
Emil Wiechert war das einzige Kind des Tilsiter Kaufmanns Johann Wiechert und seiner Frau Emilie. Nach dem frühen Tod des Vaters wuchs er in Königsberg i. Pr. auf. Er besuchte das Löbenichtsche Realgymnasium und studierte nach dem Abitur 1881 an der Albertus-Universität Königsberg Physik. 1889 wurde er mit einer Doktorarbeit bei Paul Volkmann promoviert. Bereits im folgenden Jahr habilitierte er sich für Physik. Seine Forschungen in Königsberg beschäftigten sich mit dem Aufbau der Materie, Experimenten mit Kathodenstrahlen und theoretischen Arbeiten zur Elektrizität. Wenig bekannt ist, dass ihm dabei eine der ersten Bestimmungen des Verhältnisses von Ladung zu Masse des Elektrons gelang.
Er entdeckte etwa gleichzeitig mit Joseph John Thomson (der üblicherweise als Entdecker genannt wird) das Teilchen, das heute „Elektron“ heißt. Im April 1896 hat er in einem Vortrag vor der Königsberger Physikalisch-Ökonomischen Gesellschaft auf die Existenz eines Partikels hingewiesen, dessen Masse wesentlich kleiner als die des Wasserstoffatoms sein müsse. Am 7. Januar 1897 berichtete er in einem Vortrag vor der gleichen Gesellschaft, er habe das Teilchen nachgewiesen und dessen Masse als etwa 2000 bis 4000 mal kleiner als die des Wasserstoffatoms experimentell bestimmt. Im September 1897 gab er einen genaueren Wert bekannt: Die Masse des Teilchens betrage etwa 1/(1500 ± 500) der Masse des Wasserstoffatoms (heutiger Wert 1/1838). Thomsons Vortrag vor der Royal Society fand am 30. April 1897 statt.
Wiechert führte unabhängig von Alfred-Marie Liénard (1898) in einem Aufsatz 1900 die nach beiden benannten Liénard-Wiechert-Potentiale einer bewegten Ladung ein.

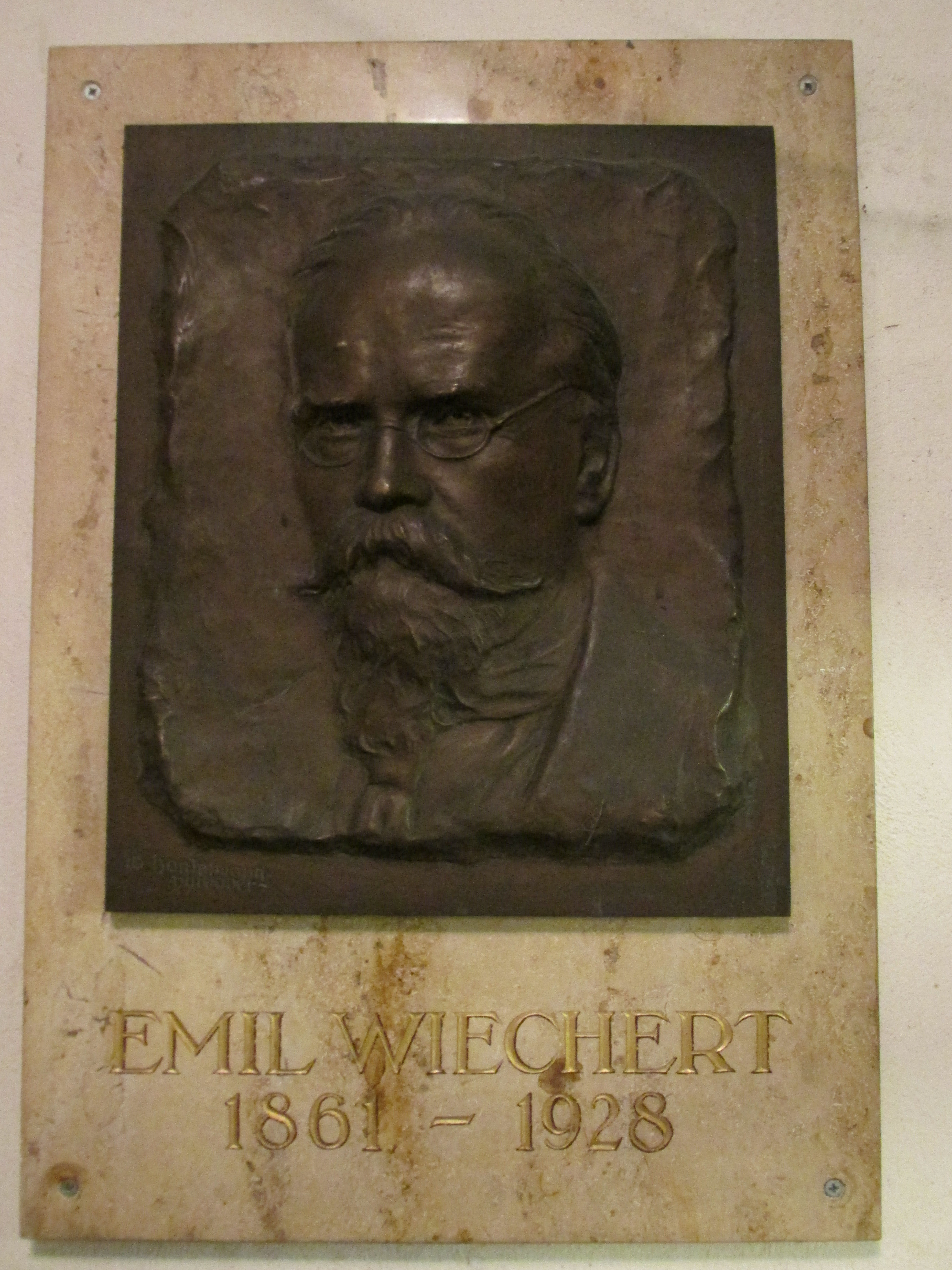
Gedenktafel in der Göttinger Erdbebenwarte

Nachdem Göttinger Physiker auf Emil Wiechert aufmerksam geworden waren, arbeitete er ab 1897 an der Universität Göttingen und erhielt dort im Jahr 1898 den Ruf auf den weltweit ersten Lehrstuhl für Geophysik. Nach Fertigstellung des neu errichteten Instituts für Geophysik auf dem Hainberg oberhalb von Göttingen begann Wiechert ab 1901 mit dem Aufbau der dort heute noch im Betrieb befindlichen Wiechert’schen Erdbebenwarte. 
Die Konstruktion des luftgedämpften Wiechertschen Seismografen mit hoher Vergrößerung, der für Jahrzehnte das Vorbild für die meisten der in den Erdbebenwarten in aller Welt eingesetzten Instrumente bleiben sollte, ermöglichte erstmals eine kontinuierliche Aufzeichnung der weltweiten Erdbebentätigkeit. Mit den von diesen Seismografen aufgezeichneten Diagrammen der Bodenbewegung wurden die Ausbreitung der Erdbebenwellen und der Aufbau des Erdinneren erforscht. Daneben wurden erdmagnetische und luftelektrische Phänomene untersucht. Im Jahr 1902 wurde auf Wiecherts Betreiben auch ein geophysikalisches Observatorium auf Samoa gegründet, welches bis nach dem Ersten Weltkrieg von Göttingen aus betrieben wurde. Dahinter stand die Erkenntnis, dass die Beantwortung der großen Fragen der Geophysik ein weltweites Beobachtungsnetz erfordert. 
1903 war Emil Wiechert einer der Gründer der Association Internationale de Séismologie, aus der die heutige International Association of Seismology and Physics of the Earth’s Interior (IASPEI) hervorgegangen ist. Im selben Jahr wurde er zum ordentlichen Mitglied der Göttinger Akademie der Wissenschaften gewählt. 1911 wurde er als korrespondierendes Mitglied in die Bayerische Akademie der Wissenschaften und 1912 in die Russische Akademie der Wissenschaften in Sankt Petersburg aufgenommen.
Viele von Emil Wiecherts Göttinger Studenten sind später bedeutende Geophysiker geworden und haben Teilgebiete der Wissenschaft entscheidend vorangebracht, so beispielsweise Beno Gutenberg und Ludger Mintrop sowie Hans Haalck. Wiechert selber erhielt zahlreiche Ehrungen, stand in ständigem Austausch mit den führenden Physikern seiner Zeit (wie Arnold Sommerfeld, Hendrik Antoon Lorentz, Albert Einstein, Max Planck) und nahm regen Anteil an den rasanten Entwicklungen auf vielen Feldern der Physik, so auch der Entwicklung der Relativitätstheorie. Dies kam unter anderem in seinen Beiträgen zum Thema Äther in der Physik zum Ausdruck, worüber Wilfried Schroeder eine Zusammenstellung brachte, der auch den Briefwechsel Sommerfeld-Wiechert und Lorentz-Wiechert veröffentlichte. Sein wichtigstes Arbeitsgebiet blieb jedoch die Seismologie, die er auf praktischem und theoretischem Gebiet ständig weiter vorantrieb. Folgerichtig gab er im Jahr 1922 den Anstoß zur Gründung der Deutschen Seismologischen Gesellschaft, zu deren erstem Vorsitzenden er in Leipzig gewählt wurde. 1924 ging daraus die Deutsche Geophysikalische Gesellschaft (DGG) hervor, die ihre höchste Auszeichnung für herausragende Arbeiten auf dem Gebiet der Geophysik nach Emil Wiechert benannt hat.

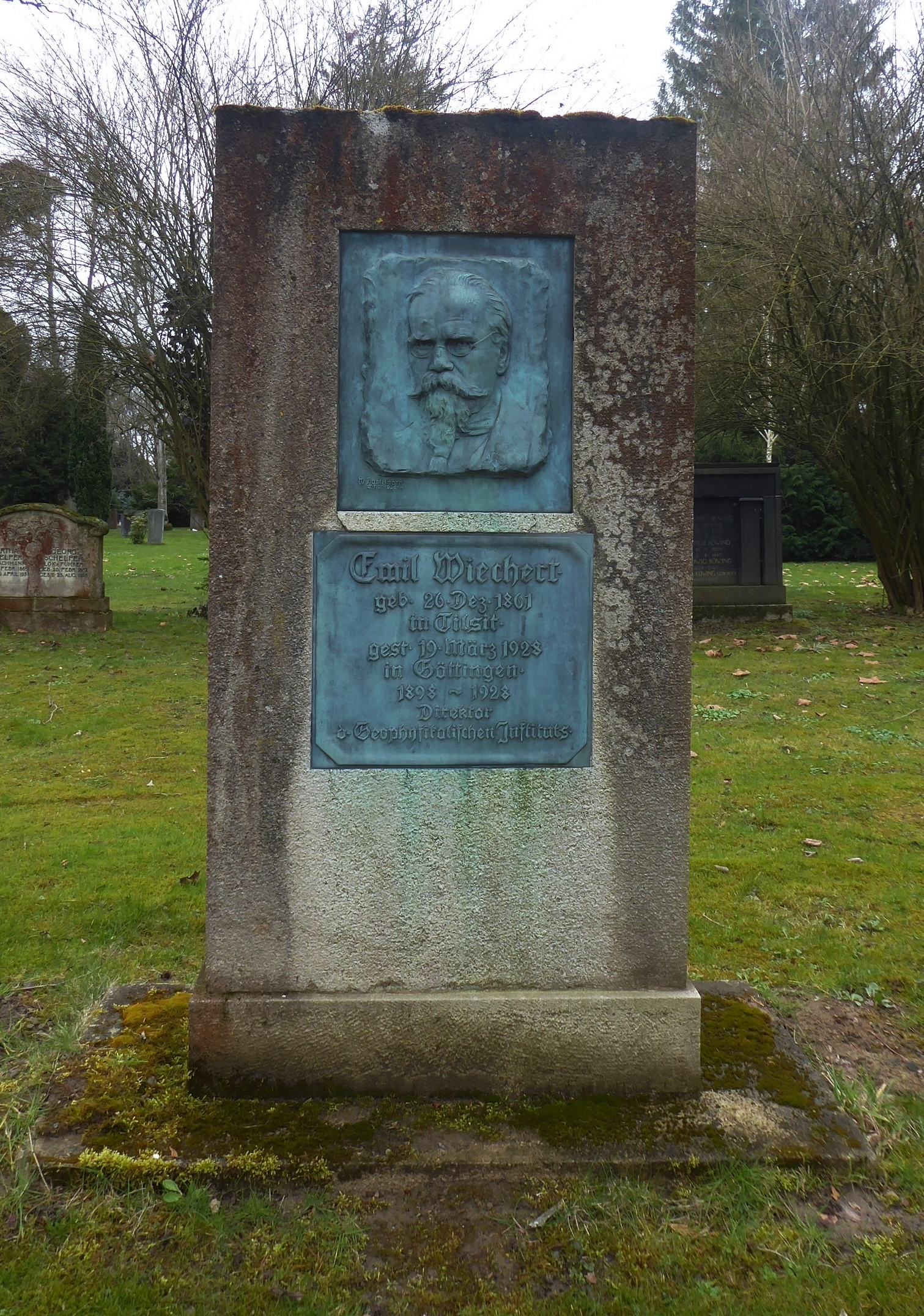
Grabmal auf dem Stadtfriedhof Göttingen (Aufnahme 2021)

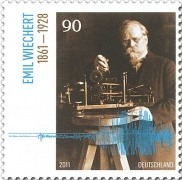
Sonderbriefmarke zum 150. Geburtstag 2011

Mehrere Rufe auf renommierte Lehrstühle lehnte Emil Wiechert ab. 1908 hatte er Helene Ziebarth, die Tochter eines bekannten Göttinger Juristen geheiratet; die Ehe blieb kinderlos. Mit ihr und seiner Mutter lebte er zurückgezogen und sehr auf seine wissenschaftlichen Arbeiten konzentriert, die er bis unmittelbar vor seinem Tod 1928 im Alter von 66 Jahren unvermindert fortsetzte.
Emil Wiechert liegt auf dem Stadtfriedhof Göttingen begraben. Das Grabmal der schlichten Natursteinstele zieren zwei eingesetzte Bronzeplatten mit Inschrift und Bronzerelief-Porträt, geschaffen von dem Hannoverschen Bildhauer Werner Hantelmann (signiert: „W. Hantelmann. / fec. Hannover~“).

## Bedeutung und Ehrungen
Emil Wiechert wird auch international als der Gründungsvater des Fachgebietes Geophysik anerkannt. Noch heute gilt er als einer der bedeutendsten Seismologen Deutschlands, wenn nicht sogar weltweit. 
Das von ihm gegründete seismische Observatorium in Göttingen (Herzberger Landstraße 180/182) ist als Wissenschaftsdenkmal bis heute mit den historischen Instrumenten in Betrieb. Es ist die einzige Einrichtung, die den direkten Vergleich großer Erdbeben der Vergangenheit wie beispielsweise San Francisco 1906 mit heutigen Erdbeben ermöglicht.
Der Krater Wiechert auf der Rückseite des Mondes ist nach Emil Wiechert benannt.
Am 10. November 2011 brachte die Deutsche Post aus Anlass des 150. Geburtstags von Emil Wiechert eine Sonderbriefmarke (Wert 90 Cent) heraus.

## Zitat
„Ferne Kunde bringt Dir der schwankende Fels–: Deute die Zeichen!“